# 南勢坑 (臺南市)
南勢坑，是臺灣臺南市六甲區的一個傳統地域名稱，位於該區東南端。相較於今日行政區，其範圍大致為大丘里南半部不含烏山頭水庫主流右岸地區。
本地區境內主要聚落為南勢坑。

## 歷史
台灣日治初期，南勢坑地區為一街庄，稱為「南勢坑庄」（舊制街庄），隸屬於善化里東堡。該庄昔日西邊及北邊西段隔官田溪與九重橋庄為界，北邊中至東段隔一小段官田溪及大部分陸界與大坵園庄相鄰，東邊為𦬬萊宅庄，南邊為鳴頭庄，西南邊為雙溪仔庄。
1901年（日治明治三十四年）11月11日，全台廢縣廳改設二十廳，該庄隸屬於鹽水港廳。1904年（明治三十七年）4月1日，該庄編入「九重橋區」，隸屬於鹽水港廳。1906年（明治三十九年）4月1日，鹽水港廳內管轄區域調整，該庄改隸屬於「六甲區」。1909年（明治四十二年）10月25日，全台合併二十廳為十二廳，六甲區改隸屬於臺南廳。1913年（大正二年）11月4日，善化里東堡、善化里西堡、新化東里轄區調整，該庄仍隸屬於善化里東堡。1920年（大正九年）10月1日，全台地方制度大改正，廢十二廳改設五州二廳，該庄改制為「南勢坑」大字，隸屬於臺南州曾文郡六甲庄（新制街庄）。
戰後六甲庄改制為六甲鄉，隸屬於臺南縣，大字亦改制為村。1950年（民國39年）10月25日，雲、嘉、南分治，六甲鄉仍隸屬於臺南縣。2010年（民國99年）12月25日，臺南縣、市合併為直轄臺南市，六甲鄉改制為六甲區，村亦改制為里。

## 聚落
本地區發展較早的聚落為南勢坑，在日治期初期的官方地圖上已有記載。

## 交通
市道175號是關子嶺至楠西的道路，經過本地區東北部。由該道路北行可前往東山區東部、白河區東部，並止於關子嶺地區的市道172號路口；南行可前往楠西區，並止於楠西市區北郊的省道台3線路口。